# اوسیتسه
اوسیتسه (به چکی: Osice) یک منطقهٔ مسکونی در جمهوری چک است که در ناحیه هرادتس کرالووه واقع شده‌است. اوسیتسه ۴۵۰ نفر جمعیت دارد.